# 29. Waffen-Grenadier-Division der SS (russische Nr. 1)
La 29. Waffen-Grenadier-Division der SS "RONA" (russische Nr. 1) fu una delle 38 divisioni ufficiali costituita dalle Waffen-SS durante la seconda guerra mondiale.
Il numero della divisione sarà successivamente ripreso nel marzo del 1945 per la creazione della 29. Waffen-Grenadier-Division der SS (italienische Nr. 1) composta interamente da volontari italiani.

## Le origini con la Brigata Kaminski
Le origini della Russkaja Osvoboditel'naja Narodnaja Armija (Esercito Popolare di Liberazione Russo) risalgono al dicembre 1941, quando il sindaco dell'autonomia di Lokot, Ivan K. Voskobinkov, ordinò di formare una milizia per arrestare gli attacchi dei partigiani sovietici alle ferrovie della zona. Risposero all'appello tra i 400 e i 500 volontari che svolsero a dovere il loro compito, tanto che l'Armata Rossa decise di inviare un manipolo specializzato in operazioni di infiltrazione che, in concerto con i partigiani della zona, fu incaricato di uccidere il sindaco ribelle Voskobinkov, riuscendo in poco tempo nell'operazione. Nuovo sindaco di Lokot' nonché comandante del gruppo armato divenne Bronislav Kaminskij, ex membro dello staff di Voskobinkov che subito si adoperò per dotare i propri uomini di un equipaggiamento migliore.
Dopo uno scontro con circa 3 000 partigiani nella zona di Komariči i tedeschi del gruppo d'armate Centro si misero in contatto con Kaminskij e gli concessero più autonomia e il controllo di una zona abitata da circa 1 700 000 persone, chiedendo ed ottenendo in cambio di inserire nella formazione antipartigiana alcuni loro soldati. La prima operazione congiunta con il nuovo alleato tedesco avvenne il 5 giugno 1942 a nord di Brjansk, quando gli uomini di Kaminskij, inquadrati in una compagnia, funsero da interpreti e da guide fino al termine delle operazioni avvenuto in ottobre. Kaminskij dopo poco diede un nome alla sua unità: Russkaja Osvoboditel'naja Narodnaja Armija, cioè "Armata popolazione russa di liberazione", nota anche come RONA o POHA, quest'ultima sigla riferita al nome in cirillico; i tedeschi la chiamarono "brigata Kaminskij". Col tempo le file della brigata si ingrossarono con disertori partigiani, coscritti del distretto di Lokot, bielorussi, ucraini e alcuni polacchi, inoltre arrivò l'artiglieria e qualche carro T-34.
Questo periodo positivo cessò nell'estate 1943 con i successi dell'Armata Rossa al fronte che causarono diserzioni nella brigata di Kaminskij, che scampò anche a diversi attentati orchestrati dai suoi uomini. La repressione fu dura e alcuni ufficiali dissidenti vennero impiccati. I tedeschi comunque aumentarono la loro presenza nella brigata e ricominciarono le operazioni antipartigiane in preparazione alla battaglia di Kursk: operazioni Nachbarlife, Zigeunerbaron, Freischütz, Tannenhauser e Osterei. La sconfitta registrata a Kursk dalla Wehrmacht impose alla brigata Kaminskij di ritirarsi fino alla Bielorussia, con le diserzioni (sempre punite duramente quando ve ne fu l'occasione) in continuo aumento. La formazione combatté ancora una volta contro i partigiani nell'area di Lepel' (voblasc' di Vicebsk), quindi cambiò nome in Volksheer-Brigade Kaminski poco prima di passare sotto il controllo delle Waffen-SS nel luglio 1944, che la rinominarono Waffen-Sturm-Brigade RONA, in parallelo alla nomina di Kaminski a brigadeführer.
Secondo i tedeschi l'obiettivo principale dell'Esercito russo di liberazione e del Comitato di liberazione dei popoli della Russia al comando di Andrej Vlasov, e dell'Esercito popolare di liberazione russo di Kaminskij era quello di coadiuvare le armate tedesche alla vittoria della guerra, particolarmente contro l'Unione Sovietica, sulle cui ceneri avrebbero ricostruito la nuova Russia ideata da Adolf Hitler (con una parte occupata e l'altra amministrata da quella che il Führer considerava un élite russo-germanica), già ribadita nel suo Mein Kampf:
(dal Mein Kampf, pp. 331-346)
A differenza delle organizzazioni di Vlasov, antistaliniste ma non fasciste, e al pari dell'Esercito Insurrezionale Ucraino, il gruppo di Kaminskij aderì alle ideologie naziste.

## Designazioni successive
- Settembre 1943: Russkaja Ovsoboditel'naja Narodnaja Armija (RONA o POHA in caratteri cirillici).
- Marzo 1944: Volksheer Brigade Kaminski.
- Luglio 1944: SS-Sturmbrigade RONA.
- Agosto 1944: 29. Waffen Grenadier Division der SS (russische Nr.1).

## Caratteristiche
- Effettivi: 10 000 uomini, composti essenzialmente da volontari russi, ucraini e bielorussi.
- Insegna divisionale: l'iscrizione in caratteri cirillici РОНА, sormontata dalla croce germanica, al cui centro è inscritto san Giorgio che trafigge il drago.
- Croci di ferro ottenuti: 0.

## Decorazioni ricevute da Bronislav Kaminskij

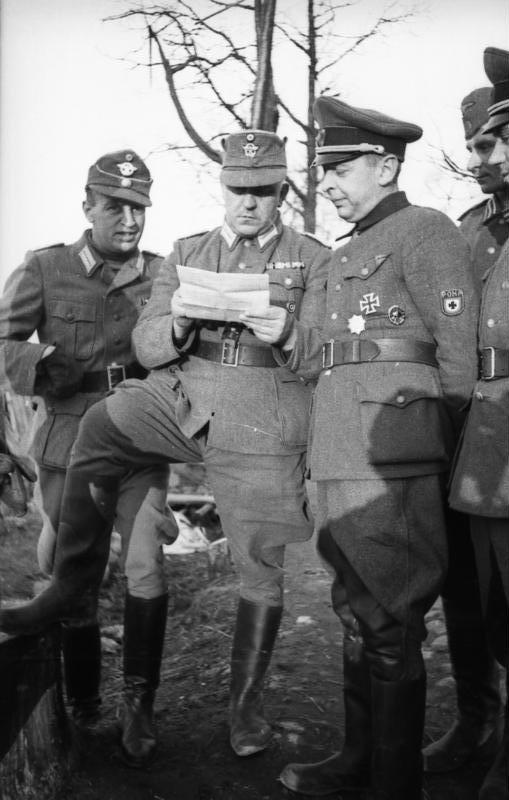
Kaminskij con un ufficiale, 21 marzo 1944

- Croce di Ferro di 2ª classe (27 gennaio 1944).
- Croce di Ferro di 1ª classe (27 gennaio 1944).
- Distintivo per la repressione della guerriglia partigiana (31 luglio 1944).
- Medaglia Ostvolk I classe (1944).
- Medaglia Ostvolk II classe (1944).
- Distintivo per feriti in ferro.

## Forza della divisione
- Dicembre 1941: 400-500.
- Gennaio 1942: 800.
- Febbraio 1942: 1 200.
- Marzo 1942: 1 650.
- Luglio 1941: 5 000.
- Dicembre 1942: 8 000 - 10 000.
- Febbraio 1943: 9 000 - 10 000.
- Marzo 1943: 8 000.
- Agosto 1943: 6 000.
- Settembre 1943: 12 000 - 15 000.
- Luglio 1944: 4 000 - 5 000.

## Comandanti

Bandiera russa di Sant'Andrea adottata dal ROA, Esercito Russo di Liberazione

| Inizio nomina     | Fine nomina       | Grado                                        | Nome                                     |
| ----------------- | ----------------- | -------------------------------------------- | ---------------------------------------- |
| Gennaio 1942      | 28 agosto 1944    | Waffen-Brigadeführer                         | Bronislav Kaminski (Бронислав Каминский) |
| 28 agosto 1944    | 27 settembre 1944 | SS-Brigadeführer Generalmajor der Polizei    | Christoph Diehm                          |
| 27 settembre 1944 | Ottobre 1944      | SS-Gruppenführer Generalleutnant der Polizei | Heinrich Jürs                            |

## Ordine di battaglia del 29. Waffen-Grenadier-Division der SS (1. Russa)

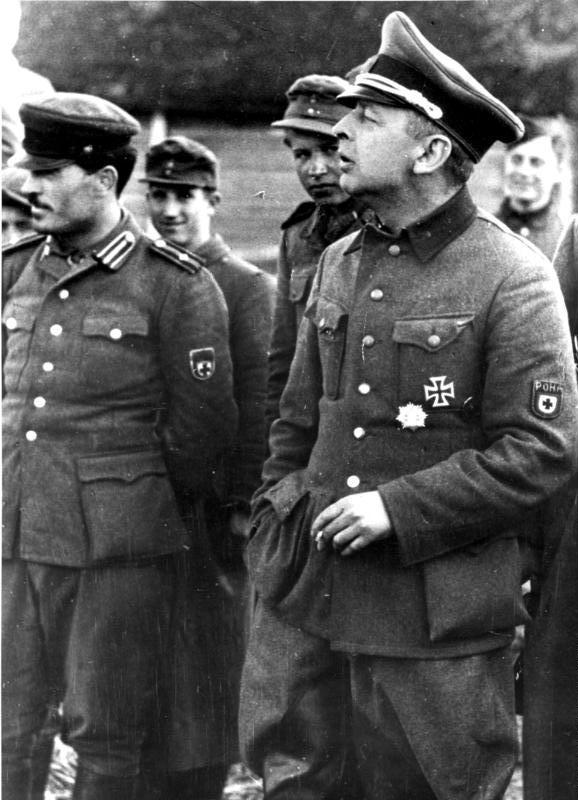
Bronislav Kaminskij al comando del 29. Waffen-Grenadier-Division der SS RONA (1. Russa), nella primavera del 1944.

- Waffen-Grenadier-Regiment der SS 72 (russisches Nr.1)
- Waffen-Grenadier-Regiment der SS 73 (russisches Nr.2)
- Waffen-Grenadier-Regiment der SS 74 (russisches Nr.3)
- Waffen-Artillerie-Regiment der SS 29 (russisches Nr.1)
  - SS-Füsilier-Bataillon 29
  - SS-Pionier-Bataillon 29
  - SS-Panzerjäger-Abteilung 29
  - SS-Nachrichten-Abteilung 29
- SS-Versorgungs-Regiment 29
  -     - SS-Veterinär-Kompanie 29
    - SS-Sanitäts-Kompanie 29

  - SS-Feldersatz-Bataillon 29